# Liphistius bicoloripes
Liphistius bicoloripes ONO, 1988 è un ragno appartenente al genere Liphistius della famiglia Liphistiidae.
Il nome del genere deriva dalla radice prefissoide greca λίπ-, lip-, abbreviazione di λιπαρός, liparòs, cioè unto, grasso, e dal sostantivo greco ἱστίον, istìon, cioè telo, velo, ad indicare la struttura della tela che costruisce intorno al cunicolo.
Il nome proprio deriva dal latino bicoloripes, parola composta dal sostantivo bicolor che significa di due colori e dal sostantivo pes che indica le zampe. Viene così chiamato quindi per le caratteristiche zampe bicolori.

## Caratteristiche
Ragno primitivo appartenente al sottordine Mesothelae: non possiede ghiandole velenifere, ma i suoi cheliceri possono infliggere morsi piuttosto dolorosi.
Questa specie rassomiglia a L. desultor rinvenuta sull'isola di Penang; infatti la struttura dei genitali molto simile fa pensare a relazioni filogenetiche fra le due specie. Se ne distingue per la forma più allungata del poreplate e per le zampe visibilmente bicolori.

### Femmine
Le femmine misurano di bodylenght (lunghezza del corpo escluse le zampe) ben 24,98 millimetri; il cefalotorace misura 12,22 x 10,54 millimetri e l'opistosoma, di forma globulare, 11,88 x 10,32 mm. Lo sterno è più lungo che largo: 5,61 x 3,11 mm. La lunghezza totale dei pedipalpi raggiunge quasi i 21 mm. I tubercoli oculari sono leggermente più larghi che lunghi, il loro rapporto è 0,91. I cheliceri hanno 11 denti sul margine anteriore delle zanne. Nei genitali femminili il poreplate (area dei genitali femminili interni coperta da una zona priva di pori) è di forma quadrata anterodorsalmente, leggermente più lungo che largo, con i lobi anteriori dal margine anteriore più consistente, come quelli laterali; la spermateca è racemosa e piuttosto larga.

### Colorazioni
Il cefalotorace è di colore giallo bruno con strisce marrone scuro, i tubercoli oculari sono neri. I cheliceri sono di colore arancione, i tarsi e i metatarsi delle zampe e dei pedipalpi sono neri, gli altri segmenti sono di colore arancione, da cui il nome proprio. L'opistosoma è di colore grigio con scleriti dorsali di colore nocciola, mentre gli scleriti ventrali e le filiere sono bruno-giallognolo scuro.

## Distribuzione
L'olotipo di questa specie è stato rinvenuto a Khlong Nakha, località nei pressi di Ranong, città della Thailandia meridionale peninsulare.